# Zschöpel
Zschöpel est un village agricole dans l'arrondissement du Pays-d'Altenbourg en Thuringe. Il fait partie de la municipalité de Ponitz. Le village a une population de 129 personnes. La première mention remonte à 1140, sous le nom Tscheppelaw.